# Karma (Marvel Comics)
Karma, il cui vero nome è Xi'an "Shan" Coy Manh, è un personaggio dei fumetti, creato da Chris Claremont (testi) e Frank Miller (disegni), pubblicata da Marvel Comics. La sua prima apparizione avviene in Marvel Team-Up (Vol. 1 ) n. 100 (dicembre 1980).
È una giovane mutante, di origine vietnamita che fa parte dell'Universo Marvel. Ha fatto parte del primo gruppo dei Nuovi Mutanti. Karma è anche uno dei primi personaggi omosessuali ad apparire in un fumetto di punta della Marvel.

## Poteri ed Abilità
Karma è una mutante con l'abilità di prendere possesso della mente di altre persone o animali. Le sue capacità telepatiche consistono nella proiezione di una energia psionica che si sovrappone ed annulla quella degli altri; mentre Karma prende il controllo, le vittime vengono spinte in uno stato non conscio, durante il quale la giovane donna può alterare i loro ricordi e le loro percezioni, impiantare comandi e suggestioni che eseguiranno poi nello stato di veglia, oppure usare direttamente il loro corpo, esattamente come se fosse il proprio.
Quando Karma prende possesso di qualcuno per la prima volta, le occorre un po' di tempo prima di riuscire a comandarla con perizia, soprattutto il corpo, perché prima si deve come "ambientare" dentro di lui. Al contrario però, se resta troppo a lungo dentro ad un'altra persona, questa comincia ad influenzare il suo carattere, a diventare sempre più simile a quello, così che la sua personalità comincia ad essere subordinata a quella.
Sebbene Karma abbia la possibilità di controllare contemporaneamente diversi soggetti, il suo controllo non è totale come quando ne controlla uno, perché il suo legame psichico viene frammentato e deve di continuo cambiare attenzione dall'uno all'altro.
Karma ha sviluppato altre capacità telepatiche, la principale di queste è la creazione di un deflettore psichico, che la protegge dagli attacchi di altri telepati.
Karma infine è abile nel combattimento corpo a corpo, nell'uso di armi medievali e da fuoco e negli interventi di pronto soccorso.

## Altri media

### Televisione
Karma appare in:
- Insuperabili X-Men